# Joan Shawlee
Joan Shawlee (5. marts 1926 – 22. marts 1987 i Los Angeles, Californien) var en amerikansk skuespillerinde.